# Jin Jang-rim
Jin Jang-rim (kor. 진 장림; * 15. Oktober 1942) ist ein ehemaliger südkoreanischer Schwimmer.

## Karriere
Jin nahm 1962 an den Asienspielen in Jakarta teil. In der indonesischen Hauptstadt errang er über 100 m Brust die Bronzemedaille.
Zwei Jahre später war er Teilnehmer der Olympischen Spiele. Im Wettbewerb über 200 m Brust schied er als Fünfter seines Vorlaufes aus.